# Gheorghe Mihali
Gheorghe Mihali est un footballeur roumain né le 9 décembre 1965 à Borșa.

## Carrière
- 1984-1989 :  FC Olt Scornicești
- 1989-1991 :  FC Inter Sibiu
- 1991-1995 :  Dinamo Bucarest
- 1995-1998 :  EA Guingamp
- 1998-2001 :  Dinamo Bucarest

## Palmarès
- 31 sélections et 0 but avec l'équipe de Roumanie entre 1991 et 1996.
- Champion de Roumanie en 1992 et 2000 (Dinamo Bucarest)
- Vainqueur de la Coupe de Roumanie en 2000 et 2001 (Dinamo Bucarest)
- Vainqueur de la Coupe des Balkans en 1991 (FC Inter Sibiu)
- Vainqueur de la Coupe Intertoto en 1996 (Guingamp)
- Finaliste de la Coupe de France en 1997 (Guingamp)